# Acarne
Acarne (in greco antico: Ἀχαρναί?, Acharnái) era il più esteso e popoloso demo dell'Attica situato a 60 stadi a nord di Atene. Era vicino al monte Parnete, a sud-ovest dell'attuale Acharnes.

## Descrizione
Il demo, nonostante le sue dimensioni, era prevalentemente agricolo e si basava sull'agricoltura estensiva e sulla produzione di carbone vegetale grazie alle sue foreste. Nella zona, abitata sin dall'età micenea, sono stati rinvenuti i resti di una tomba nei pressi di Lykopetra e di un insediamento dell'età del bronzo a Nemesis. Erano presenti templi di Ares, Atena Areia, Apollo Aguieide (protettore delle strade e dei luoghi pubblici), Atena Igea (protettrice della salute), Atena Ippia (dea dei cavalli), Dioniso Melpomeno (patrono dei cantanti) e Dioniso Cisso (dio dell'edera: la prima pianta di questa specie, infatti, si credeva essere cresciuta qui).
Durante i primi anni della guerra del Peloponneso, nella fase Archidamica, l'esercito spartano comandato dal re Archidamo II invase l'Attica fino ad Acarne, mentre Pericle fece raccogliere la popolazione all'interno delle mura di Atene. Gli Spartani devastarono il territorio ed i boschi del demo e vi si accamparono, sperando di attirare l'esercito ateniese fuori dalla città. La distruzione del centro abitato e la necessità dell'abbandono del tempio di Ares, appena costruito, costituirono un fattore primario nell'indole bellicosa degli Acarnesi, che spinse Aristofane a scegliere il nome di questo demo come titolo di una sua commedia; in un'altra, Lisistrata, gli abitanti del demo ricompaiono come degli aggressori. Secondo Tucidide il demo forniva all'esercito tremila opliti, vale a dire un decimo della fanteria di Atene; tuttavia si ritiene che questa cifra sia errata e che i soldati nel demo fossero appena mille, dal momento che, secondo la costituzione ateniese, c'erano quarantadue cittadini liberi per ogni buleuta.
Acarne fu inoltre teatro di un'importante battaglia combattuta tra le truppe democratiche di Trasibulo e quelle dei Trenta tiranni, durante la guerra civile ateniese: Trasibulo, con settecento uomini, si scontrò con tutta la guarnigione spartana della città e con due squadroni di cavalleria, che cercavano di tagliargli i rifornimenti, volgendo in fuga i nemici ed uccidendone circa centoventi.
Nel 2001 Acharnes contava 82 555 abitanti.